# Good Kid, M.A.A.D City
Good Kid, M.A.A.D City (styliseret good kid, m.A.A.d city) er det andet studiealbum af den amerikanske rapper Kendrick Lamar (King Kendrick), udgivet den 22. oktober 2012 af Top Dawg Entertainment, Aftermath Entertainment og Interscope Records. Albummet debuterede som nummer 2 på den amerikanske Billboard 200 med 242.000 solgte eksemplarer i den første uge.

## Trackliste
1. . "Sherane a.k.a. Master Splinter’s Daughter"
2. . "Bitch, Don't Kill My Vibe"
3. . "Backseat Freestyle"
4. . "The Art of Peer Pressure"
5. . "Money Trees" (featuring. Jay Rock)
6. . "Poetic Justice" (featuring. Drake)
7. . "good kid"
8. . "m.A.A.d city" (featuring. MC Eiht)
9. . "Swimming Pools (Drank)" (Extended Version)
10. . "Sing About Me, I’m Dying of Thirst"
11. . "Real" (featuring Anna Wise)
12. . "Compton" (featuring. Dr. Dre)
13. . "Bitch, Don't Kill My Vibe (Remix)" (featuring. Jay-Z)

- NB: På deluxe edition, iTunes deluxe edition, Target deluxe edition, Spotify deluxe edition og UK deluxe edition er der bonusnumre.